# اورانیل فلورید
اورانیل فلورید (به انگلیسی: Uranyl fluoride) با فرمول شیمیایی UO۲F۲ یک ترکیب شیمیایی است. که جرم مولی آن 308.02 g/mol می‌باشد.  این ماده ترکیبی از اورانیوم است که با قرار گرفتن UF6 در معرض رطوبت تشکیل می شود. 